# فيزل فايزر 168
فيزل فايزر 168 طائرة هجومية برية ألمانية مسقطة تم تصميمها في عام 1938 بواسطة فريدريك كاسل، الذي أنشأ الطائرة بعد طلب من Technisches Amt (القسم الفني) في وزارة طيران الرايخ Reichsluftfahrtministerium - (وزارة الطيران الألمانية). 
كانت الطائرة ذات المحركين طائرة أحادية الجناح ذات دعامات عريضة مع ذراعي ذيل وجراب جسم ضيق يحمله الدعامات تحت الجزء الأوسط، وتم تصميمها للعمل في المناطق التي تتميز بالتضاريس الوعرة، وتتفاخر بطاقمين مثبتين بقوة إلى الأمام - رشاشات آلية. ووصف مدير التطوير السابق إريك باخيم في في 168 بأنها «مدمرة دبابابات». 
تم إيقاف المشروع بتوجيه من وزارة طيران الرايخ في سبتمبر 1939. 